# Pipit à long bec

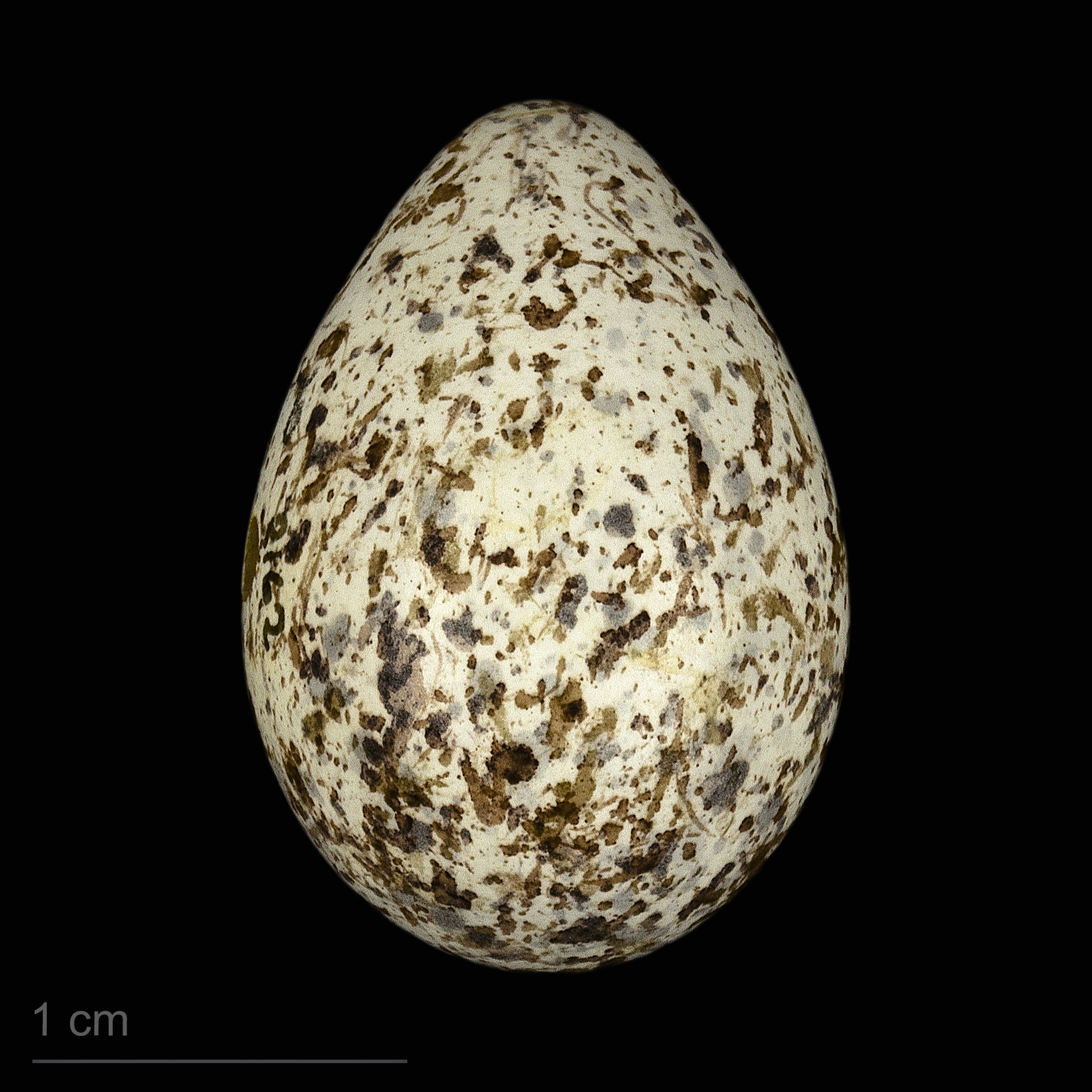
Oeuf de Anthus similis captus - Muséum de Toulouse

Anthus similis
Espèce
Synonymes
- Agrodoma similis Jerdon, 1840 (protonyme)

Statut de conservation UICN

LC : Préoccupation mineure
Le 'Pipit à long bec (Anthus similis) est une espèce de passereaux de la famille des Motacillidae. 

## Répartition
Son aire disjointe s'étend à travers l'Afrique subsaharienne, l'Moyen-Orient, l'Asie du Sud et la Birmanie.

### Liste des sous-espèces
Selon la classification de référence du Congrès ornithologique international (15.1, 2025) :
- A. s. asbenaicus Rothschild, 1920 — centre du Mali et du Niger ;
- A. s. bannermani Bates, 1930 — Mali, Sierra Leone, Liberia, Cameroun
- A. s. captus Hartert, 1905 — Liban, Israël, Syrie et Jordanie ;
- A. s. jebelmarrae Lynes, 1920 — Soudan ;
- A. s. nivescens Reichenow, 1905 — du sud-est de l'Égypte à travers la corne de l'Afrique ;
- A. s. hararensis Neumann, 1906 — Éthiopie, Kenya et Tanzanie ;
- A. s. chyuluensis Someren, 1939 — Kenya et nord de la Tanzanie ;
- A. s. dewittei Chapin, 1937 — centre/est de la RDC, Rwanda, Burundi, ouest de l'Ouganda et de la Tanzanie ;
- A. s. moco Traylor, 1962 — centre de l'Angola ;
- A. s. arabicus Hartert, 1917 — sud de la péninsule Arabique ;
- A. s. sokotrae Hartert, 1917 — Socotra ;
- A. s. decaptus Meinertzhagen, 1920 — du sud de l'Iran à l'ouest du Pakistan (migratrice) ;
- A. s. jerdoni Finsch, 1870 — de l'est de l'Afghanistan à l'ouest du Népal (migratrice)
- A. s. similis (Jerdon, 1840) — centre/sud de l'Inde ;
- A. s. yamethini B.P. Hall, 1957 — Birmanie.

## Systématique
Le nom valide complet (avec auteur) de ce taxon est Anthus similis (Jerdon, 1840).
L'espèce a été initialement classée dans le genre Agrodoma sous le protonyme Agrodoma similis Jerdon, 1840.
Ce taxon porte en français le nom vernaculaire ou normalisé suivant : Pipit à long bec.